# Герцог Ирландии
Герцог Ирландии (англ. Duke of Ireland) — английский пэрский титул, который существовал в конце XIV века.

## История титула
Титул был создан 13 октября 1386 года королём Ричардом II для своего фаворита Роберта де Вера, 9-го графа Оксфорда, который годом ранее был сделан ещё и маркизом Дублина. Однако создание данного титула вызвало негативную реакцию знати. В частности, дядя Ричарда — Томас Вудсток, получивший недавно титул герцога Глостера, воспринял подобное как принижение своего статуса. Недоволен был и его друг, Томас Арундел, епископ Илийский, брат Ричарда Фицалана, 11-го графа Арундела, одного из бывших опекунов короля, которого тот терпеть не мог. Герцог Глостер напомнил королю, что герцогский титул имеют право носить только члены королевской семьи, после чего короля призвали выгнать всех своих советников, включая Роберта де Вера.
Действия короля в итоге привели в конце 1387 года к так называемому мятежу лордов-апеллянтов. 19 декабря армия апеллянтов подкараулила возвращавшегося из Нортгемптона герцога Ирландии около Рэдкот Бриджа. Сопровождавшие Оксфорда люди были захвачены, однако ему самому удалось ускользнуть и затем перебраться во Францию, где он и прожил оставшиеся годы своей жизни.
3 февраля 1388 года в Уайтхолле Вестминстерского дворца собрался парламент, вошедший в историю под названием Безжалостного. В результате его работы Роберт де Вер заочно был приговорён к казни, а все его титулы, должности и владения в Англии были конфискованы.
Больше титул герцога Ирландии не создавался.

## Герцоги Ирландии (1386)
- 1386—1388: Роберт де Вер (16 января 1362—1392), 9-й граф Оксфорд в 1371—1388, 1-й маркиз Дублин в 1385—1388, 1-й герцог Ирландии в 1386—1388, великий камергер Англии в 1371—1388[3].